# Scott Schutzman Tiler
Scott Tiler (1971) è un attore statunitense.

## Biografia
Scott Schutzman Tiler ha iniziato la sua carriera giovanissimo nel 1981 nella serie televisiva Rise and Shine. Noto al pubblico internazionale per aver interpretato nel 1984 il ruolo del giovane David "Noodles" Aaronson nella famoso film C'era una volta in America diretto da Sergio Leone.  
Dal 2000 al 2008, è stato il capo del dipartimento di recitazione degli Scott Sedita Acting Studios di Los Angeles.

## Filmografia

### Cinema
- Billions for Boris, regia di Alexander Grasshoff (1984)
- C'era una volta in America, regia di Sergio Leone (1984)
- L'ora della rivincita, regia di Phil Joanou (1987)
- Misplaced, regia di Louis Yansen (1989)
- La città della speranza, regia di John Sayles (1991)
- C'era una volta Sergio Leone, regia di Howard Hill - documentario direct-to-video (2000)
- Rosetta's Blues - cortometraggio (2016)
- Your Secret - cortometraggio (2016)
- The Blurry World of Marcello Casagrande - cortometraggio (2018)

### Televisione
- Rise and Shine - serie TV, episodio 1x01 (1981)
- ABC Weekend Specials - serie TV, episodio 8x03 (1985)
- Flying Blind, regia di Vince DiPersio - film TV (1989)
- New York Undercover - serie TV, episodio 2x16 (1996)